# Ren Satō
Ren Satō (佐藤蓮?, Satō Ren; Kanagawa, 5 agosto 2001) è un pilota automobilistico giapponese, membro della Red Bull Junior Team e pilota Honda della Super Formula.

## Carriera

### Formula 4 e Super Formula Lights
Sato esordisce in monoposto nel 2018 correndo l'intero campionato giapponese di Formula 4; dopo un anno di apprendimento, nel 2019 vince il campionato giapponese conquistando undici vittorie su quattordici gare. L'anno successivo passa alla Formula 4 francese. Sato vince quattro gare e chiude secondo in classifica dietro all'altro giapponese Ayumu Iwasa.  	
Sato dopo una sola stagione in Europa torna a correre in patria esordendo nella Super Formula Lights, serie propedeutica della Super Formula, massima serie giapponese. Insieme al team TODA Racing conquista cinque vittorie, tra cui quattro nelle ultime sei gare stagionali, per finire terzo in classifica piloti dietro al campione Teppei Natori e a Giuliano Alesi.

### Super GT
Sato debutta in Super GT nel 2021, guidando la Honda NSX GT3 Evo del Autobacs Racing Team Aguri nella classe GT300 insieme al due volte campione della serie Shinichi Takagi. Il team arriva quarto in campionato collezionando tre podi, uno al Fuji, uno sul Circuito di Sugo e altro a Motegi. Nel 2022 la Honda esclude Sato dai suoi piloti nel Super GT visto che nell'ultimo round della passata stagione ha causato il ritiro di Naoki Yamamoto facendogli perdere il campionato nella classe GT500.

### Super Formula
Nel 2022 Sato entra nel Junior Team del team di Formula 1 Red Bull. Lo stesso anno esordisce nella Super Formula con il team Goh supportato dalla Honda. Ottiene il suo primo podio nella categoria sul Circuito di Suzuka chiudendo al terzo posto.

## Risultati

### Riassunto della carriera
| Stagione | Serie                | Team                        | Gare | Vittorie | Pole | G.V | Podio | Punti | Pos. |
| -------- | -------------------- | --------------------------- | ---- | -------- | ---- | --- | ----- | ----- | ---- |
| 2018     | Formula 4 giapponese | Honda Formula Dream Project | 14   | 0        | 0    | 2   | 0     | 58    | 7°   |
| 2019     | Formula 4 giapponese | Honda Formula Dream Project | 14   | 11       | 8    | 5   | 13    | 311   | 1°   |
| 2019     | Formula 4 francese   | FFSA Academy                | 3    | 0        | 0    | 0   | 0     | 0     | NC†  |
| 2020     | Formula 4 francese   | FFSA Academy                | 21   | 4        | 2    | 6   | 12    | 257   | 2°   |
| 2021     | Super GT - GT300     | Autobacs Racing Team Aguri  | 8    | 0        | 0    | 1   | 3     | 45    | 4°   |
| 2021     | Super Formula Lights | Toda Racing                 | 17   | 5        | 4    | 6   | 9     | 92    | 3°   |
| 2022     | Super Formula        | Team Goh                    | 10   | 0        | 0    | 1   | 1     | 25    | 12°  |
| 2023     | Super Formula        | TCS Nakajima Racing         | 8    | 0        | 0    | 0   | 0     | 17.5  | 10°  |
| 2024     | Super GT             | ARTA                        |      |          |      |     |       | *     |      |
| 2024     | Super Formula        | PONOS Nakajima Racing       | 1    | 0        | 0    | 0   | 0     | 6*    |      |

† Sato era un pilota ospite, non idoneo ai punti.

* Stagione in corso.

### Risultati completi Super GT
(legenda) (Le gare in grassetto indicano la pole position) (Le gare in corsivo indicano Gpv)
| Anno | Team                       | macchina                    | Classe | 1      | 2     | 3      | 4     | 5     | 6      | 7     | 8      | Punti | Pos. |
| ---- | -------------------------- | --------------------------- | ------ | ------ | ----- | ------ | ----- | ----- | ------ | ----- | ------ | ----- | ---- |
| 2021 | Autobacs Racing Team Aguri | Honda NSX GT3 Evo           | GT300  | OKA 26 | FUJ 3 | SUZ 23 | MOT 7 | SUG 2 | AUT 20 | MOT 2 | FUJ 24 | 45    | 4°   |
| 2024 | ARTA                       | Honda Civic Type R-GT GT500 | GT500  | OKA    | FUJ   | SUZ    | FUJ   | SUZ   | SUG    | AUT   | MOT    |       |      |

### Risultati completi Super Formula
(legenda) (Le gare in grassetto indicano la pole position) (Le gare in corsivo indicano Gpv)
| Anno | Team                  | 1     | 2       | 3      | 4      | 5      | 6     | 7      | 8      | 9       | 10     | Punti | Pos. |
| ---- | --------------------- | ----- | ------- | ------ | ------ | ------ | ----- | ------ | ------ | ------- | ------ | ----- | ---- |
| 2022 | Team Goh              | FUJ 9 | FUJ 13  | SUZ 10 | AUT 17 | SUG 16 | FUJ 6 | MOT 12 | MOT 7  | SUZ 3   | SUZ 19 | 25    | 12°  |
| 2023 | TCS Nakajima Racing   | FUJ 6 | FUJ 9   | SUZ NS | AUT 7  | SUG 12 | FUJ 5 | MOT 16 | SUZ 10 | SUZ Rit |        | 17,5  | 10°  |
| 2024 | PONOS Nakajima Racing | SUZ 5 | AUT Rit | SUG 11 | FUJ 7  | MOT 10 | FUJ   | FUJ    | SUZ    | SUZ     |        | 11*   |      |

*Stagione in corso